# Międzynarodowy Salon Lotniczy w Paryżu

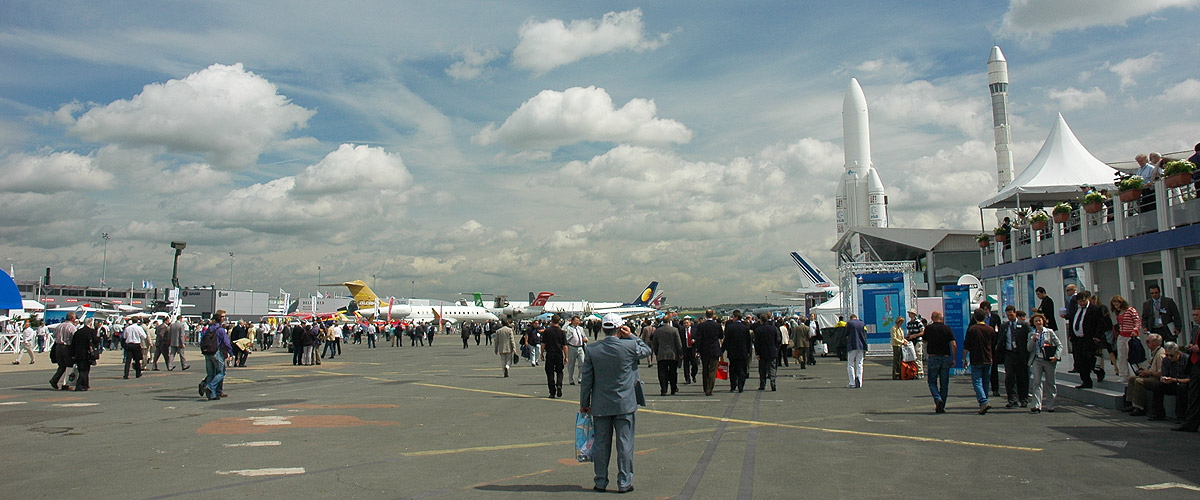
Pierwszy dzień imprezy w 2007 roku

Międzynarodowy Salon Lotniczy w Paryżu (fr. Salon International de l'Aéronautique et de l'Espace, Paris-Le Bourget) – cykliczna impreza związana z lotnictwem, odbywająca się we Francji. Organizatorem jest obecnie Groupement des Industries Françaises Aéronautiques et Spatiales (GIFAS) – grupa przedsiębiorstw francuskich związanych przemysłem lotniczym.

## Historia
Początki tej imprezy sięgają roku 1908, gdy pierwsze samoloty zostały wystawione w czasie drugiego salonu samochodowego w Paryżu (fr. Mondial de l'automobile de Paris). Rok później 25 września 1909 otwarto pierwsze air show na terenie Grand Palais i do wybuchu I wojny światowej odbyły się jeszcze 4 salony. Impreza ponownie organizowana w okresie międzywojennym w latach 1919-1938. Od roku 1924 imprezę zaczęto organizować co dwa lata. Początkowo w Paryżu swoje osiągnięcia prezentowały firmy francuskie ale już w 1924 roku swoje samoloty wystawiły Niemcy i Wielka Brytania. W latach 30. pojawiły się maszyny z Polski. W 1930 roku prezentowany był PZL P.6, na którym pilot Bolesław Orliński zaprezentował bardzo wysoko oceniony pokaz pilotażu. Podczas 16 Międzynarodowego Salonu Lotniczego w 1938 roku wysokie oceny uzyskał prezentowany bombowiec PZL.37 Łoś, który uhonorowany został złotym medalem wystawy. Po II wojnie światowej pierwszy salon zorganizowany został w 1946 roku, od 1949 wystawie zaczęły towarzyszyć pokazy lotnicze na lotnisko Orly a od 1951 na lotnisku Le Bourget. Od 1953 całość imprezy przeniesiono na Le Bourget. W 1957 roku swoje samoloty po raz pierwszy zaprezentował Związek Radziecki. Od 1961 na ekspozycji prezentowana jest także technika kosmiczna. W 1969 roku zaprezentowano samoloty Concorde i Boeing 747. Cztery lata później pojawił się pierwszy Airbus, Airbus A300. W tym samym roku doszło do tragicznego wydarzenia, podczas pokazów lotniczych katastrofie uległ Tu-144. W 1975 roku w Le Bourget otwarto Muzeum Lotnictwa (Musee de L'Air). W 1977 ogromne zainteresowanie wśród zwiedzających wzbudził przezroczysty model Dassault Mirage F1, wykonany z pleksiglasu. W 1983 roku pojawił się Boeing 747 z wahadłowcem kosmicznym Enterprise na grzbiecie. W 1985 roku po raz pierwszy swoje samoloty zaprezentowała Chińska Republika Ludowa, polskim akcentem wystawy była prezentacja samolotu PZL-130 Orlik. W 1989 roku wystawę zdominowały samoloty ze Związku Radzieckiego, pokazywane były MiG-29, Su-27, Su-25 oraz An-225 z radzieckim wahadłowcem Buran na grzbiecie. Jeden z MiGów-29 uległ katastrofie podczas pokazów w powietrzu. Rok 1991 był rokiem zwycięstwa sił koalicji w wojnie z Irakiem, podczas salonu prezentowano między innymi samolot F-117. W 1993 roku w Paryżu po raz pierwszy pojawili się wystawcy z Irlandii i Republiki Południowej Afryki.

## Lista edycji salonu
| Data                                    | Nazwa | Wypadki lub katastrofy                                                              |
| --------------------------------------- | --- | ----------------------------------------------------------------------------------- |
| od 24 do 30 grudnia 1908                | 11. Salon Samochodowy (Salon de l’Automobile) – sekcja lotnictwa                                                                                    |                                                                                     |
| od 25 września do 17 października 1909  | 12. Salon Samochodowy (Salon de l’Automobile) 1. Wystawa Międzynarodowa Transportu Lotniczego (Exposition Internationale de la Locomotion Aérienne) |                                                                                     |
| od 15 października do 2 listopada 1910  | 2. Wystawa Transportu Lotniczego (Exposition de la Locomotion Aérienne)                                                                             |                                                                                     |
| od 16 grudnia 1911 do 2 stycznia 1912   | 3. Wystawa Transportu Lotniczego |                                                                                     |
| od 26 października do 10 listopada 1912 | 4. Wystawa Transportu Lotniczego |                                                                                     |
| od 5 do 25 grudnia 1913                 | 5. Wystawa Transportu Lotniczego |                                                                                     |
| od 19 grudnia 1919 do 4 stycznia 1920   | 6. Wystawa Międzynarodowa Transportu Lotniczego (Exposition Internationale de la Locomotion Aérienne)                                               |                                                                                     |
| od 17 do 27 listopada 1921              | 7. Salon Aeronautyczny (Salon de l’Aéronautique) |                                                                                     |
| od 15 grudnia 1922 do 2 stycznia 1923   | 8. Międzynarodowa Wystawa Aeronautyczna (Exposition Internationale de l’Aéronautique)                                                               |                                                                                     |
| od 5 do 21 grudnia 1924                 | 9. Salon Lotniczy (Salon d’Aviation) |                                                                                     |
| od 3 do 19 grudnia 1926                 | 10. Salon Lotniczy (Salon d’Aviation) |                                                                                     |
| od 29 czerwca do 15 lipca 1928          | 11. Salon Lotniczy (Salon d’Aviation) |                                                                                     |
| od 12 listopada do 14 grudnia 1930      | 12. Salon Lotniczy (Salon d’Aviation) |                                                                                     |
| od 18 listopada do 14 grudnia 1932      | 13. Salon Lotniczy (Salon d’Aviation) |                                                                                     |
| od 16 listopada do 4 grudnia 1934       | 14. Salon Lotniczy (Salon d’Aviation) 4. Wystawa Fotogrametrii (Exposition de la Photogrammétrie)                                                   |                                                                                     |
| od 13 do 29 listopada 1936              | 15. Salon Lotniczy (Salon d’Aviation) |                                                                                     |
| od 25 listopada do 11 grudnia 1938      | 16. Salon Lotniczy (Salon d’Aviation) |                                                                                     |
| od 15 listopada do 1 grudnia 1946       | 17. Międzynarodowy Salon Lotniczy (Salon Internationale de l’Aviation)                                                                              |                                                                                     |
| od 26 kwietnia do 15 maja 1949          | 18. Salon Aeronautyczny (Salon de l’Aéronautique)                                                                                                   |                                                                                     |
| od 15 czerwca do 1 lipca 1951           | 19. Międzynarodowy Salon Aeronautyczny (Salon International de l’Aéronautique)                                                                      |                                                                                     |
| od 26 czerwca do 5 lipca 1953           | 20. Międzynarodowy Salon Aeronautyczny |                                                                                     |
| od 10 do 19 czerwca 1955                | 21. Międzynarodowy Salon Aeronautyczny |                                                                                     |
| od 24 maja do 2 czerwca 1957            | 22. Międzynarodowy Salon Aeronautyczny |                                                                                     |
| od 12 do 21 czerwca 1959                | 23. Międzynarodowy Salon Aeronautyczny |                                                                                     |
| od 26 maja do 4 czerwca 1961            | 24. Międzynarodowy Salon Aeronautyczny 1. Salon Kosmiczny (Salon de l’Espace)                                                                       | Convair B-58 Hustler (3 zabitych)                                                   |
| od 7 do 16 czerwca 1963                 | 25. Międzynarodowy Salon Aeronautyczny i Kosmiczny (Salon International de l’Aéronautique et de l’Espace)                                           | Hawker Siddeley P.1127 (bez ofiar)                                                  |
| od 11 do 21 czerwca 1965                | 26. Międzynarodowy Salon Aeronautyczny i Kosmiczny                                                                                                  | Convair B-58 Hustler (1 zabity, 2 rannych) Fiat G.91 (9 zabitych, w tym 8 na ziemi) |
| od 26 maja do 4 czerwca 1967            | 27. Międzynarodowy Salon Aeronautyczny i Kosmiczny                                                                                                  | Fouga Magister zespołu Patrouille de France (1 zabity)                              |
| od 29 maja do 8 czerwca 1969            | 28. Międzynarodowy Salon Aeronautyczny i Kosmiczny                                                                                                  |                                                                                     |
| od 27 maja do 6 czerwca 1971            | 29. Międzynarodowy Salon Aeronautyczny i Kosmiczny                                                                                                  |                                                                                     |
| od 24 maja do 3 czerwca 1973            | 30. Międzynarodowy Salon Aeronautyczny i Kosmiczny                                                                                                  | Tu-144 (14 zabitych, w tym 8 na ziemi, 28 rannych na ziemi)                         |
| od 30 maja do 3 czerwca 1975            | 31. Międzynarodowy Salon Aeronautyczny i Kosmiczny                                                                                                  |                                                                                     |
| od 2 do 12 czerwca 1977                 | 32. Międzynarodowy Salon Aeronautyczny i Kosmiczny                                                                                                  | Fairchild A10A Thunderbolt (1 zabity)                                               |
| od 9 do 17 czerwca 1979                 | 33. Międzynarodowy Salon Aeronautyczny i Kosmiczny                                                                                                  |                                                                                     |
| od 5 do 17 czerwca 1981                 | 34. Międzynarodowy Salon Aeronautyczny i Kosmiczny                                                                                                  | Transall C-160 (bez ofiar) Dewoitine D.520 (bez ofiar)                              |
| od 27 maja do 5 czerwca 1983            | 35. Międzynarodowy Salon Aeronautyczny i Kosmiczny                                                                                                  | SOKO G-4 Super Galeb (bez ofiar)                                                    |
| od 31 maja do 9 czerwca 1985            | 36. Międzynarodowy Salon Aeronautyczny i Kosmiczny                                                                                                  | Dornier Seastar (bez ofiar)                                                         |
| od 12 do 21 czerwca 1987                | 37. Międzynarodowy Salon Aeronautyczny i Kosmiczny                                                                                                  |                                                                                     |
| od 9 do 18 czerwca 1989                 | 38. Międzynarodowy Salon Aeronautyczny i Kosmiczny                                                                                                  | MiG-29 (bez ofiar)                                                                  |
| od 14 do 23 czerwca 1991                | 39. Międzynarodowy Salon Aeronautyczny i Kosmiczny                                                                                                  |                                                                                     |
| od 11 do 20 czerwca 1993                | 40. Międzynarodowy Salon Aeronautyczny i Kosmiczny                                                                                                  |                                                                                     |
| od 11 do 18 czerwca 1995                | 41. Międzynarodowy Salon Aeronautyczny i Kosmiczny                                                                                                  |                                                                                     |
| 1997                                    | 42. Międzynarodowy Salon Aeronautyczny i Kosmiczny                                                                                                  |                                                                                     |
| od 13 do 20 czerwca 1999                | 43. Międzynarodowy Salon Aeronautyczny i Kosmiczny                                                                                                  | Su-30 (bez ofiar)                                                                   |
| od 17 do 24 czerwca 2001                | 44. Międzynarodowy Salon Aeronautyczny i Kosmiczny                                                                                                  |                                                                                     |
| od 15 do 22 czerwca 2003                | 45. Międzynarodowy Salon Aeronautyczny i Kosmiczny                                                                                                  |                                                                                     |
| od 13 do 19 czerwca 2005                | 46. Międzynarodowy Salon Aeronautyczny i Kosmiczny                                                                                                  |                                                                                     |
| od 18 do 24 czerwca 2007                | 47. Międzynarodowy Salon Aeronautyczny i Kosmiczny                                                                                                  |                                                                                     |
| od 15 do 21 czerwca 2009                | 48. Międzynarodowy Salon Aeronautyczny i Kosmiczny                                                                                                  |                                                                                     |